# Aron Fernando
Aron Fernando (Livorno, 26 agosto 1761 – 7 febbraio 1828) è stato un saggista e traduttore italiano ebreo.
Aron (Aaron) Fernandez (o Fernandes secondo alcune fonti, o Fernando, come si firma) fu insegnante di lingue antiche e moderne e traduttore. Attirò su di sé più volte le attenzioni delle autorità livornesi per via delle sue simpatie giacobine ed i suoi tentativi di pubblicare opere ritenute sovversive. Tra queste:
- una traduzione italiana con commento delle Nuits Champêtres di Jean-Charles Thibault de Laveaux, cominciata nel 1792[3] e pubblicata solo nel 1803[4].
- Lo spettatore libero ovvero speculazioni filosofiche sulla rigenerazione politica, e morale dello spirito umano, pubblicata a Milano, anno II della Libertà (1793)[5].
- una traduzione italiana del pamphlet Decline and Fall of the English System of Finance di Tom Paine. Il 29 giugno 1796 Fernando riuscì addirittura ad incontrare Napoleone Bonaparte di passaggio a Livorno, per sollecitare il suo appoggio. La traduzione rimase inedita e fruttò a Fernando l'espulsione dal Capitanato di Livorno[6][7].
- il Progetto filosofico di una completa riforma del culto e dell'educazione politico-morale del popolo ebreo in due tomi, annunciato per il 1810. Il primo tomo[8][9] venne stampato alla chetichella nel 1813 dal tipografo Marenigh di Livorno; dopo una lunga vicenda censoria che si protrasse fino al 1818[10][11], complice anche la restaurazione, quasi tutte le copie vennero requisite e distrutte. Del secondo tomo sopravvive il manoscritto, confluito nel fondo censorio francese, conservato agli Archivi Nazionali a Parigi[12].